# Simon Greul
Simon Greul (Stuttgart, 13 de abril de 1981) é um ex-tenista profissional alemão, Greul possui onze títulos em nível challenger, em Atp ao máximo chegou a uma semifinal, seu melhor ranking na Atp, foi no fim de 2009, sendo número 56 na lista da ATP.

## Ligações Externas
- Perfil na ATP